# Llop del Labrador
El llop del Labrador (Canis lupus labradorius) és una subespècie del llop (Canis lupus).

## Descripció
- Mida mitjana.
- Pelatge de color gris fosc a gairebé negre.
- És similar, tot i que més gros, al llop algonquí.[2]

## Alimentació
Menja caribús, ants, bous mesquers, llebres, castors i d'altres rosegadors, i peixos.

## Distribució geogràfica
Es troba a Nord-amèrica: el Labrador i el nord del Quebec.